# Dicasterie voor Cultuur en Onderwijs
Het Dicasterie voor Cultuur en Onderwijs is een orgaan van de Romeinse Curie.
Het dicasterie werd ingesteld op 5 juni 2022 bij de inwerkingtreding van de apostolische constitutie Praedicate Evangelium. De op dezelfde datum opgeheven Congregatie voor de Katholieke Opvoeding en de Pauselijke Raad voor de Cultuur werden in dit dicasterie geïncorporeerd; de taken en bevoegdheden van deze organen werden overgedragen aan het dicasterie.
Aan het hoofd van het dicasterie staat een prefect. Sinds 26 september 2022 wordt deze functie vervuld door José Tolentino de Mendonça.